# Stefan Huisman (burgemeester)
S.W.Th. (Stefan) Huisman (Zeist, 27 januari 1959) is een Nederlands voormalig VVD-politicus.
Huisman studeerde rechten en juridische bestuurswetenschappen. Hij was onder meer werkzaam voor de gemeente Gouda en voor de provincie Utrecht, waar hij plaatsvervangend chef kabinet van de commissaris van de Koningin is geweest. In 1994 werd hij gemeenteraadslid in Utrecht en drie jaar later volgde zijn benoeming tot burgemeester van de toenmalige Limburgse gemeente Kessel. In 2001 werd hij de burgemeester van Hilvarenbeek en in mei 2009 burgemeester van Oosterhout.
Op 26 januari 2018 diende hij zijn ontslag in omdat hij naar eigen zeggen eind december 2017 op de personeelsborrel van de gemeente Oosterhout te veel alcohol gedronken had, terwijl hij ook nog eens piketdienst had. Volgens zijn eigen verklaring zou hij daarbij "grensoverschrijdend gedrag" hebben vertoond. Na het voorval kwamen er over het gebeuren klachten binnen, waarbij werd aangegeven dat personen zich beschadigd voelden. Huisman trok daaruit de "uiterste consequentie" en bood zijn ontslag aan als burgemeester van Oosterhout.
Ruim drie weken later werd hem dit ontslag verleend, maar oneervol. De VVD royeerde hem daarnaast als lid.